# Rettenbach (lodowiec)
Rettenbach (niem. Rettenbachferner) – lodowiec w Alpach Ötztalskich w Austrii, na którym odbywają się inauguracyjne zawody Pucharu Świata w narciarstwie alpejskim oraz zlokalizowany jest ośrodek sportów zimowych.

## Topografia
Lodowiec Rettenbach jest położony niedaleko Sölden w kraju związkowym Tyrol pomiędzy szczytami Gaislachkogel, Tiefenbachkogel oraz Schwarze Schneid i schodzi w kierunku północnym do doliny Ötztal. Dojazd na lodowiec jest możliwy wyciągiem lub asfaltową drogą (o długości 13 km) samochodem oraz autobusem.
Lodowiec Rettenbach jest lodowcem typu alpejskiego, zgodnie z klasyfikacją WGI jest to lodowiec górski, prosty o nieregularnym czole (typ. 636). Pole firnowe jest położone na wysokości 3350 m n.p.m., czoło lodowca na wysokości 2610 m n.p.m. (1975), a jego długość to 2,3 km (2011). Powierzchnia lodowca wynosiła w 1979 1,79 km² natomiast w 2006 1,48 km², w sezonie 2014/2015 regresja lodowca wyniosła 29,2 metra.

## Turystyka
Lodowiec Rettenbach jest częścią ośrodka narciarskiego Sölden/Hochsölden. Na lodowcu znajdują się 4 wyciągi narciarskie o łącznej przepustowości 7160 osób na godzinę oraz 11 km tras narciarskich o różnym stopniu trudności. Trasy narciarskie na lodowcu czynne są w okresie od 26 września do 7 maja (sezon 2016/2017). Pomiędzy 15 czerwca a 15 września odbywa się indywidualny rajd rowerowy Ötztaler Radtrophy z Sölden do lodowca Rettenbach.

## Puchar Świata w narciarstwie alpejskim

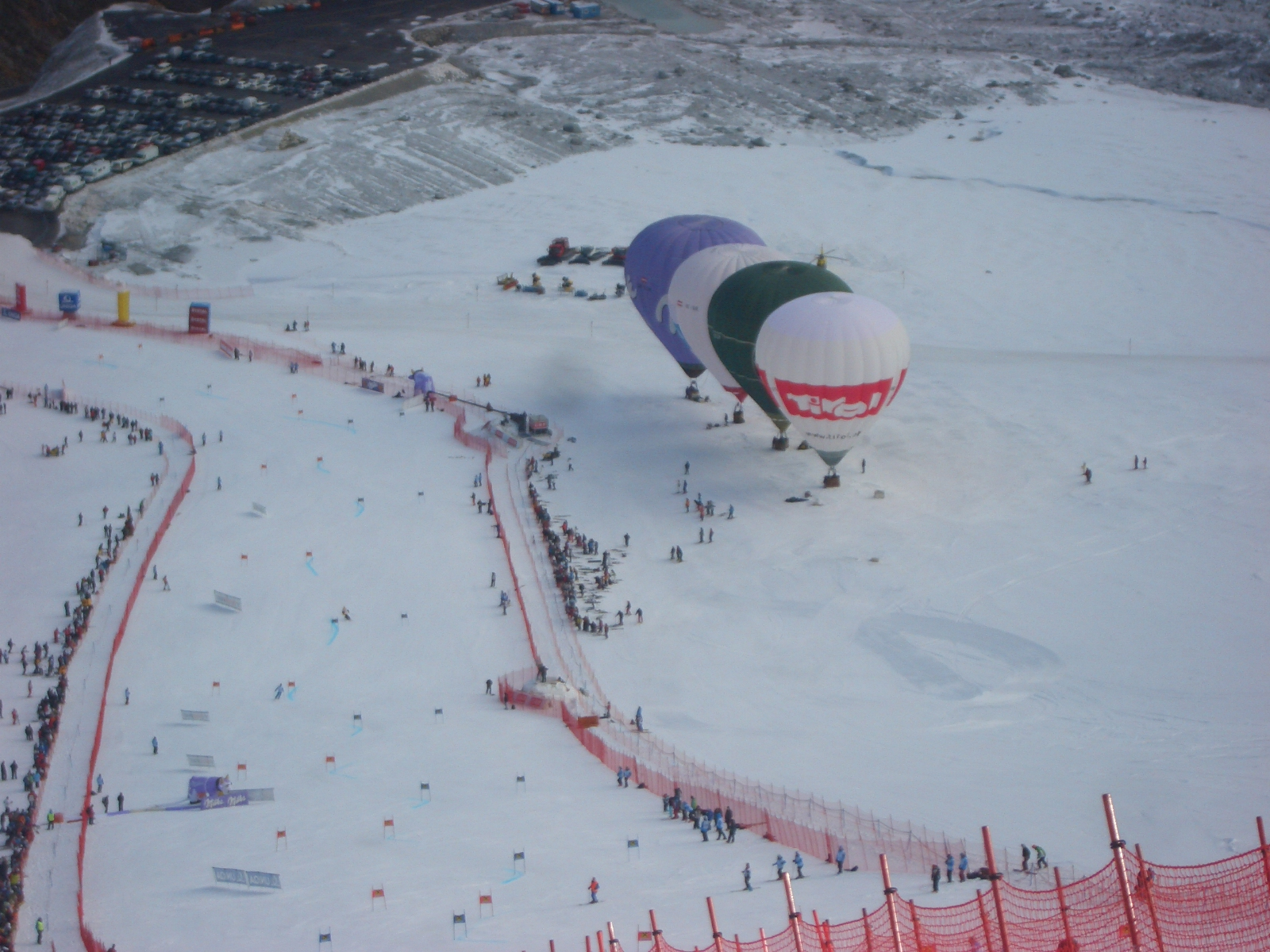
Slalom Gigant kobiet Sölden 2008 na lodowcu Rettenbach

Na lodowcu Rettenbach od sezonu 2000/2001 rozgrywane są corocznie inauguracyjne zawody Pucharu Świata w slalomie gigancie (pierwsze zawody odbyły się 30 października 1993 roku, od 1996 rozgrywane były w cyklu dwuletnim). Start położony jest na wysokości 3040 m n.p.m., natomiast meta na wysokości 2670 m n.p.m., nachylenie trasy wynosi od 15,5% do 65%. Na trasie jest ustawionych 46–54 bramek, a osiągana prędkość przez zawodników wynosi 75–85 km/h.

## Wypadek
5 września 2005 roku podczas budowy linii telekomunikacyjnej zerwał się transportowany śmigłowcem ważący 750 kg element betonowy, który uderzył w linę wyciągu Schwarze Schneid II łączącego lodowiec Rettenbach z lodowcem Tiefenbach. W wyniku uderzenia jeden wagonik spadł z liny, natomiast z dwóch innych w następstwie gwałtownych wahań wypadli pasażerowie. W wypadku zginęło 9 niemieckich narciarzy, w tym sześcioro dzieci, a 10 osób zostało rannych. Dla upamiętnienia ofiar katastrofy na wysokości 2669 m n.p.m. została wybudowana kaplica.